# Kosigi
Kosigi är en ort i Indien.   Den ligger i distriktet Kurnool och delstaten Andhra Pradesh, i den södra delen av landet, 1 400 km söder om huvudstaden New Delhi. Kosigi ligger 386 meter över havet och antalet invånare är 15 455.
Terrängen runt Kosigi är platt, och sluttar norrut. Runt Kosigi är det tätbefolkat, med 286 invånare per kvadratkilometer. Det finns inga andra samhällen i närheten. Trakten runt Kosigi består till största delen av jordbruksmark.